# 수마일라 시세
수마일라 시세(프랑스어: Soumaïla Cissé, 1949년 12월 20일~2020년 12월 25일)는 말리의 정치인이다.
팀북투 근교의 니안푸케(Nianfuke)에서 태어나 프랑스 Institut des Sciences de l'Ingénieur de Montpellier를 졸업했다. 소프트웨어 엔지니어로 프랑스 IBM 등을 다니다 1984년 말리의 Compagnie malienne pour le développement du textile에서 일했다.
1992년 최초의 대통령 선거에서 당선된 말리 민주화 동맹 후보 알파 우마르 코나레의 사무총장을 맡았다. 1993년부터 2000년까지 말리의 재무장관을 맡았다. 이후 시세는 2002년 말리 민주화 동맹의 대통령 후보로 출마했지만 아마두 투마니 투레에 패했다.
2012년 말리 쿠데타를 비난했다가 자택에 침입한 괴한에게 공격을 받았다. 그 이후에는 주로 프랑스와 세네갈에서 지냈다.
시세는 2014년 공화국·민주주의를 위한 연합당의 대표가 되었다. 2013년과 2018년 대통령 후보로 출마했지만 낙선하였다.
2020년 3월 26일 팀북투 지역에서 국회의원 선거유세 중 시세는 지하드주의자들에게 납치당했다. 이후 이 납치를 주도한 단체가 이슬람과 무슬림 지지그룹이었다는 게 밝혀졌고 10월 6일 풀려났다.
2020년 12월 25일 파리에서 코로나19로 사망했다.

## 역대 선거 결과
| 선거명      | 직책명        | 대수 | 정당                          | 1차 득표율 | 1차 득표수 | 2차 득표율 | 2차 득표수 | 결과 | 당락 |
| ----------- | ------------- | ---- | ----------------------------- | ---------- | ---------- | ---------- | ---------- | ---- | ---- |
| 2002년 선거 | 말리의 대통령 | 5대  | 말리민주연합                  | 21.31%     | 333,525표  | 34.99%     | 498,503표  | 2위  | 낙선 |
| 2013년 선거 | 말리의 대통령 | 6대  | 공화국·민주주의를 위한 연합당 | 19.70%     | 582,127표  | 22.38%     | 679,069표  | 2위  | 낙선 |
| 2018년 선거 | 말리의 대통령 | 6대  | 공화국·민주주의를 위한 연합당 | 17.78%     | 567,679표  | 32.84%     | 876,124표  | 2위  | 낙선 |